# 99 (album Abraxas)
99 – album zespołu Abraxas wydany w 1999 roku nakładem wytwórni Metal Mind Productions.

## Lista utworów
1. „14.06.1999” – 2:58
2. „Czekam” – 1:42
3. „Jezebel” – 6:49
4. „Szaleństwo przyszło nocą” – 0:17
5. „Spowiedź” – 4:21
6. „Anatema, czyli moje obsesje” – 7:30
7. „Pętla medialna” – 3:37
8. „Noel” – 5:11
9. „’37” – 1:16
10. „Medalion” – 6:10
11. „Iris” – 6:40
12. „Oczyszczenie” – 4:30
13. „Moje mantry” – 3:08

## Twórcy
- Marcin Błaszczyk – instrumenty klawiszowe
- Szymon Brzeziński – gitara, instrumenty klawiszowe
- Adam Łassa – śpiew
- Mikołaj Matyska – perkusja
- Rafał Ratajczak – gitara basowa
- Łukasz Święch – gitara akustyczna, głos

- Dorota Dzięcioł – śpiew
- Joanna Kalińska – śpiew
- Anja Orthodox – śpiew
- Krzysztof Ścierański – gitara basowa bezprogowa